# 泉州公交17路
泉州公交17路是中华人民共和国泉州市境内的一条公共交通线路，全程20.7公里。起讫点为泉州北附中学至福厦铁路泉州站，运营时间为泉州北附中学：6:20-21:55；福厦铁路泉州站：6:35-22:40。

## 历史
- 1997年7月21日，当时的泉州市公交公司（公交集团前身）开通17路小公共汽车。初期运营区间为宝洲路-北门街。初期运营时间不明，使用车辆为17部牡丹牌小巴[1]
- 1998年6月6日，17路开通夜班服务。末班时间延长至冬季21:08、夏季21:30发车。[2]
- 1999年4月1日，17路自北门街经由北环路延伸至水上乐园，同时东端终点由宝洲街延伸至成洲工业区始发终到[3]
- 2001年8月，17路更换为14部华夏AC6750Q无空调柴油客车
- 2002年4月29日，17路运行路线改为成洲工业区、宝洲路、温陵南路、泉秀路、田安路、东湖路、东街、北门街、城北路、新华北路、西湖小区、水上乐园[4]
- 2003年2月26日，乘客白向阳先生在乘坐17路闽CY0606号车时，因恰逢分段点乘车，被当班售票员收取全程车费。遂向丰泽区人民法院起诉泉州市物价局。[5]
- 2003年4月25日，丰泽区法院审理此案，7月15日，作出一审判决泉州市物价局败诉，需撤销原有票价批复重新定价[6]，市物价局不服此判决，遂上诉至泉州市中级人民法院。史称“一元票价案”[7]
- 2003年9月28日，“一元票价案”二审开庭，10月30日，市中级法院作出终审判决，驳回丰泽区法院判决，市物价局胜诉，白向阳则败诉[8][9]
- 2005年7月18日，17路更换为20部亚星JS6800HD2型柴油空调公交车[10]
- 2005年7月29日，17路取消途径水上乐园，改为途径西环路、新华北路、七星街、湖滨路、新华北路至西湖公园始发终到[11]，运营时间调整为北师大附中6:10-22:00、西湖公园6:45-22:02
- 2006年9月9日，因湖滨路道路施工的影响，17路取消途径湖滨路、星湖路、七星街，改为途径城西路，13日恢复原线行驶[12]
- 2007年12月18日，因泉州大桥北桥头实行单向循环，17路往西湖公园方向改为途径田安南路至田安北路后原线行驶[13]
- 2008年11月9日，17路闽CY1139与闽CY1146号车两名驾驶员因行车途中发生纠纷，于西湖公园始末站发生互相斗殴事件，造成陈姓驾驶员脸部受轻伤，朱姓驾驶员头部受伤[14]
- 2009年11月3日，17路闽CY1145号车在行驶途径宝洲街小商品市场路段时，遭遇来自对向小轿车的相撞，造成17路车身部分受损[15]
- 2009年12月25日，17路一部运营车辆在出场前往丰泽公交站途中，撞上一辆自行车。造成自行车上的女生颅脑损伤[16]
- 2010年2月1日，17路闽CY1156号车在途径丰泽客运站时，与一部电动摩托车发生相撞事故，造成电摩上一名女子腹部闭合性损伤和脾破裂[17]
- 2010年8月1日，因福厦铁路及泉州火车站开通的需要，17路自西湖公园，经由新华北路、北清西路、普贤路西段至泉州火车站始发终到。末班时间亦延长至22:40至今[18]
- 2010年10月16日，17路更换为21部福达FZ6890UF3G3型柴油空调公交车[19]
- 2011年1月1日，17路启用泉通卡刷卡制度[20]
- 2011年1月28日，因站前大桥（现名黄龙大桥）施工需要，17路自该日起不再途经普贤路西段，改为途经站前南北大道至北清西路后原线行驶
- 2012年7月10日，泉州大桥北桥头取消单向循环，17路往泉州火车站方向取消途径田安南路，改为双向途径宝洲街、温陵南路、泉秀街[21]
- 2015年11月4日，17路更换为27部金旅XML6105JHEVE8C1型柴油插电式混合动力空调公交车[22]
- 2016年12月，17路接手并更换自6路、14路、29路等线路退下的27部金旅XML6105JHEV85CN型LNG插电式混合动力空调公交车，并退下XML6105JHEVE8C1至29路、K7路
- 2017年6月30日，17路票价由一票制¥2.0降为一票制¥1.0[23][24]
- 2018年5月15日，17路增加自29路退下的15部XML6105JHEVE8C1，配车数增至42部
- 2018年9月，17路接手并增加自K604路退下的12部西虎QAC6100HEVG8型柴油插电式混合动力空调公交车，配车数达到54部
- 2018年11月，因K1路更换车型需要，17路退下12部QAC6100HEVG8和6部XML6105JHEVE8C1至东海公司，配车数减少至36部
- 2022年3月16日，因疫情防控要求暂停中心市区范围内所有公交线路运营。17路自当日首班起暂停运营至4月15日。[25]
- 2022年4月16日，17路恢复运营。临时取消停靠黄龙大桥头、潘山市场、丰泽实小潘山校区、后坂街口等站点，运营时间临时调整为双向6:50-18:30。[26]
- 2022年4月18日，17路恢复停靠黄龙大桥头、潘山市场、丰泽实小潘山校区、后坂街口等站，运营时间恢复为北师大附中6:20-21:55、福厦铁路泉州站6:35-22:40[27]
- 2022年6月21日，17路闽CYD507号车因操作不当，导致车头右侧撞向后坂街口站候车雨棚，造成该站点雨棚严重损毁，2名候车乘客受伤，车辆挡风玻璃破损。[28][29]
- 2023年2月25日，因津淮街东段道路改造，17路自该日起临时取消途径北师大附中站，改为缩短至云鹿路云山小学站始发终到至5月28日，其它不变。[30]
- 2023年5月29日，17路自该日起恢复至北师大附中始发终到，取消途径云山小学。[31]
- 2023年7月28日，17路闽CYD821号车途径黄龙北大道漳泉肖铁路跨线桥下时。因当班司机涉水行车操作不当，造成该车混动系统电动机及发动机进水损毁。且因维修成本过高，次月该车提前报废。
- 2023年9月25日，原北师大附中更名为泉州北附中学站，原泉州软件园更名为数字经济产业园站，其它不变。[32]
- 2023年12月7日，自该日起17路全线更换为10部福田BJ6105EVCA-49、20部BJ6851EVCA-30型空调电动巴士。原配7部XML6105JHEV85CN、9部XML6105JHEVE8C1退役。另8部XML6105JHEV85CN退至K7路，17路配车数增加至30部
- 2024年2月1日，因28路车辆更换需要，17路退下1部BJ6851EVCA-30至28路，17路配车数降为30部。
- 2025年8月19日，因黄龙北大道西华大街路口下穿隧道施工，17路自该日起双向临时取消途径霞美站。[33]

## 站点
| 路线 | 路线 | 路线 | 所在地区、街道 | 所在地区、街道             | 站点名             | 备注                        |
| ---- | ---- | ---- | -------------- | -------------------------- | ------------------ | --------------------------- |
|      |      |      | 丰泽区         | 津淮街                     | 泉州北附中学       | 起讫站 原名 北师大附中      |
|      |      |      | 丰泽区         | 云鹿路                     | 云山小学           | 原名 瑞士花园               |
|      |      |      | 丰泽区         | 云鹿路                     | 云鹿路口           |                             |
|      |      |      | 丰泽区         | 云鹿路                     | 董埭路口           | 原名 雷克科技园             |
|      |      |      | 丰泽区         | 宝洲街                     | 宝洲花园           |                             |
|      |      |      | 丰泽区         | 宝洲街                     | 雅园路口           | 原名 行政执法局             |
|      |      |      | 丰泽区         | 宝洲街                     | 宝洲街中段         |                             |
|      |      |      | 丰泽区         | 宝洲街                     | 浦西村口           |                             |
|      |      |      | 丰泽区         | 宝洲街                     | 东南医院           |                             |
|      |      |      | 丰泽区         | 宝洲街                     | 宝洲街西段         | 原名 宏昌宾馆               |
|      |      |      | 丰泽区         | 温陵南路                   | 温陵路南段         | 原名 中医院、泉州汽车站西门 |
|      |      |      | 丰泽区         | 泉秀街                     | 泉秀街西段         | 原名 泉州汽车站北门         |
|      |      |      | 丰泽区         | 田安南路                   | 信和               |                             |
|      |      |      | 丰泽区         | 田安北路                   | 后坂街口           |                             |
|      |      |      | 丰泽区         | 田安北路                   | 丰泽小区           |                             |
|      |      |      | 丰泽区         | 田安北路                   | 青少年宫           | 丰泽广场                    |
|      |      |      | 丰泽区         | 田安北路                   | 闽侨               |                             |
|      |      |      | 丰泽区         | 田安北路                   | 田安路北段         | 原名 刺桐饭店               |
|      |      |      | 丰泽区         | 东湖街                     | 泉州华侨历史博物馆 | 原名 东湖影院               |
|      |      |      | 鲤城区         | 东街                       | 东门               |                             |
|      |      |      | 鲤城区         | 东街                       | 泉州一院           |                             |
|      |      |      | 鲤城区         | 东街                       | 钟楼               |                             |
|      |      |      | 鲤城区         | 中山北路                   | 医大二院鲤城院区   |                             |
|      |      |      | 鲤城区         | 中山北路                   | 华侨新村           |                             |
|      |      |      | 鲤城区         | 北门街                     | 北门街             |                             |
|      |      |      | 鲤城区         | 城北路                     | 朝天门             |                             |
|      |      |      | 鲤城区         | 城北路                     | 城北路西段         |                             |
|      |      |      | 丰泽区         | 新华北路                   | 西湖小区           |                             |
|      |      |      | 丰泽区         | 新华北路                   | 新华小区           |                             |
|      |      |      | 丰泽区         | 新华北路                   | 建南花园           |                             |
|      |      |      | 丰泽区         | 新华北路                   | 邮电公寓           |                             |
|      |      |      | 丰泽区         | 新华北路                   | 西湖公园           | 西湖公园首末站              |
|      |      |      | 丰泽区         | 北清西路                   | 坑尾路口           |                             |
|      |      |      | 丰泽区         | 北清西路                   | 北峰工业区         |                             |
|      |      |      | 丰泽区         | 北清西路                   | 北清西路           | 原名 森利发                 |
|      |      |      | 丰泽区         | 北清西路                   | 丰泽实小潘山校区   | 原名 糖厂                   |
|      |      |      | 丰泽区         | 北清西路                   | 招贤社区           | 原名 潘山市场               |
|      |      |      | 丰泽区         | 黄龙北大道 原 站前南北大道 | 黄龙大桥头         |                             |
|      |      |      | 丰泽区         | 黄龙北大道 原 站前南北大道 | 曾坑               |                             |
|      |      |      | 丰泽区         | 黄龙北大道 原 站前南北大道 | 数字经济产业园西门 | ↑ 原名 泉州软件园西门       |
|      |      |      | 丰泽区         | 霞山路                     | 数字经济产业园     | ↓ 原名 泉州软件园           |
|      |      |      | 丰泽区         | 联丰大街 原 站前东西大道   | 福厦铁路泉州站     | 起讫站                      |

## 票价
17路计价方式为一票制，票价¥1.0。
- 泉通卡普通卡9折，月票卡乘坐刷1次。敬老卡、爱心卡有效
- 可使用泉城通APP及支付宝、云闪付、微信乘车码支付

## 配车
17路配车数总计30部，其中：
- 福田BJ6105EVCA-49  10部
- BJ6851EVCA-30  20部

- 牡丹MD6600
（1997.7 - 2001.8）
- 亚星JS6800HD2
（2005.7 - 2010.10）
- 福达FZ6890UF3G3
（2010.10 - 2015.11）
- 西虎QAC6100HEVG8
（2018.9 - 2018.12）
- 金旅XML6105JHEVE8C1
（2015.11 - 2016.12 / 2018.5 - 2023.12）
- 金旅XML6105JHEV85CN
（2016.12 - 2023.12）
- 福田BJ6105EVCA-49
（2023.12 - ）
- 福田BJ6851EVCA-30
（2023.12 - ）

## 相关
- 泉州公交线路列表